# Amata susa
Amata susa är en fjärilsart som beskrevs av Hanan Bytinski-salz 1939. Amata susa ingår i släktet Amata och familjen björnspinnare. Inga underarter finns listade i Catalogue of Life.